# Кампаньоло, Инес
Ине́с Кампаньо́ло (итал. Ines Campagnolo) — немецкая кёрлингистка.
В составе женской сборной ФРГ участвовала в чемпионате мира 1980 (заняли девятое место).
Играла на позиции первого.

## Команды
| Сезон   | Четвёртый   | Третий      | Второй        | Первый          | Турниры           |
| ------- | ----------- | ----------- | ------------- | --------------- | ----------------- |
| 1979—80 | Сюзи Кизель | Гизела Лунц | Труди Бенцинг | Инес Кампаньоло | ЧМ 1980 (9 место) |

(скипы выделены полужирным шрифтом)